# Libertas Francja
Libertas Francja (Libertas, LF) – francuska partia polityczna, założona 12 lutego 2009. Francuski oddział paneuropejskiego stowarzyszenia Libertas.
Głównymi działaczami partii byli Philippe de Villiers Niepodległość i Demokracja oraz Frédéric Nihous.
1 maja 2009 kilkudziesięciu przedstawicieli i sympatyków partii Libertas Francja wzięło udział w Rzymie w pierwszym europejskim kongresie stowarzyszenia Libertas, którego gościem honorowym w części "naukowej" był Lech Wałęsa. Powiedział on, że taka siła jak Libertas jest potrzebna w PE oraz wyraził uznanie dla intelektu i wielu pomysłów lidera ruchu Ganleya. Stwierdził jednak, że ma nieco inną wizję Europy i dlatego nie udzielił osobistego poparcia ruchowi, ale wezwał jego sympatyków do uczestnictwa w wyborach europejskich i głosowania wedle własnych przekonań.
W wyborach do Parlamentu Europejskiego w 2009 mandat deputowanego uzyskał Philippe de Villiers. Był to jedyny mandat w całej Europie, który przypadł ruchowi Libertas. W wyniku niepowodzenia wyborczego w całej Europie ruch Libertas zakończył działalność.

## Program polityczny
Głównym celem Libertas Francja było odrzucenie traktatu lizbońskiego i poparcie dla Europy ojczyzn. Ugrupowanie sprzeciwiało się nadmiernej ich zdaniem biurokratyzacji UE, a także dyktatowi urzędników z Brukseli oraz zbytniej integracji Unii kosztem państw narodowych. Opowiadało się także za tym, aby prezydenta Unii Europejskiej wybierali obywatele wszystkich krajów członkowskich wspólnoty.